# Лайра Валькірія
Іфе К'юсак (англ. Aoife Cusack, народилася 23 жовтня 1996) — ірландська професійна реслерка. Наразі вона виступає у WWE, на бренді RAW під псевдонімом Лайра Валькірія (англ. Lyra Valkyria). Лайра стала першою в історії Інтерконтинентальною чемпіонкою WWE. Також вона одноразова Чемпіонка NXT серед жінок, і одноразова Командна чемпіонка WWE серед жінок.

## Кар'єра у професійному реслінгу

### Рання кар'єра (2015—2020)
Побувши один рік ученицею Fight Factory Pro Wrestling, К'юсак дебютувала у 2015 році, прийнявши псевдонім Валькірі Кеін (на честь головної героїні серії книг «Skulduggery Pleasant» Дерека Ленді).

### WWE (2020–теперішній час)

#### NXT UK (2020—2022)
Повідомлялося, що К'юсак підписала контракт з WWE 20 січня 2020 року, тепер виступаючи під псевдонімом Іфе Валькірі. Валькірі змагалася у своєму першому матчі на NXT UK 17 січня 2020 року, перемігши Амалу. Згодом вона перемогла Айлу Доун наступного вечора 18 січня 2020 року та знову перемогла Амалу того ж вечора. 26 березня 2020 року Валькірі перемогла Ніну Семюелс.
У лютому 2020 року, Валькірі вперше гастролювала з американським брендом WWE NXT, виступаючи на двох домашніх шоу у Флориді. Валькірі перемогла Алію 14 лютого в Тампі, після чого перемогла Джессі Камеа, М Джей Дженкінс і Тайнару 15 лютого у командному матчі 3 на 3 на шоу у Форт-Пірсі, де вона об'єдналася з Мією Їм і Рітою Рейс.
Валькірі повернулася на телебачення на випуску NXT UK від 17 вересня 2020 року, вигравши матч проти Айли Доун, а 29 жовтня 2020 року вона змагалася проти Дані Луна, знову вигравши. Валькірі залишалася непереможеною до 29 квітня 2021 року, коли вона програла Мейко Сатомура.

#### Чемпіонка NXT серед жінок (2022—2024)
Валькірі залишалася на NXT UK до його закриття восени 2022 року, а потім переїхала до США пізніше того ж року, щоб змагатися на NXT під псевдонімом Лайра Валькірія. 13 грудня Валькірія дебютувала на NXT, перемігши Амарі Міллер. На випуску NXT від 21 березня, Лайра перемогла Айві Найл, кваліфікувавшись на матч з драбинами за Чемпіонство NXT серед жінок на NXT Stand & Deliver, хоча їй не вдалося виграти титул на події. На випуску NXT від 9 травня, вона здолала Кіану Джеймс і вийшла до півфіналу турніру за вакантне Чемпіонство NXT серед жінок. 23 травня вона також перемогла Кору Джейд, щоб вийти у фінал, протистоявши Тіффані Страттон на NXT Battleground, де вона зрештою програла. Однак вона отримала ще одну можливість змагатися за чемпіонство, здобувши перемогу над колишніми чемпіонками NXT серед жінок Роксанн Перес та Інді Гартвелл у матчі потрійної загрози, запропонований чемпіонкою Беккі Лінч 3 жовтня. Раніше на шоу, Валькірія зазначила, що її надихнув дебют Лінч на NXT, і зауважила про вплив старшої на ірландський реслінг. Валькірія перемогла Лінч і виграла своє перше Чемпіонство NXT серед жінок під час Night 1 NXT : Halloween Havoc. На випуску NXT 21 листопада, Валькірія успішно захистила свій титул проти Заї Лі під час свого першого захисту титулу.
2 січня 2024 року на NXT: New Year's Evil, Валькірія успішно захистила свій титул Чемпіонки NXT серед жінок проти Блер Девенпорт. Після їхнього матчу, Лола Вайс спробувала закешити свій контракт Breakout Tournament, але її зупинила Тейтум Пакслі, яка була одержима Валькірією з грудня 2023 року. На NXT Vengeance Day 4 лютого, Валькірія успішно захистила титул Чемпіонки NXT серед жінок проти Перес і Лоли Вайс, яка закешила свій контракт Breakout Tournament під час матчу, зробивши матч за правилами потрійної загрози. 20 лютого на випуску NXT, Валькірія захистила титул Чемпіонки NXT серед жінок проти Шотці. Під час матчу Шотці отримала розрив передньої хрестоподібної зв'язки, і Валькірія перемогла рішенням арбітра. Генеральний менеджер NXT Ейва анонсувала відкритий виклик на матч за Чемпіонство NXT серед жінок, на який Леш Ледженд відповіла. Валькірія успішно зберегла титул проти Ледженд. На NXT: Roadblock Валькірія та Пакслі зіткнулися з The Kabuki Warriors (Аска та Кайрі Сейн) за Командне Чемпіонство WWE серед жінок як нагорода від Валькірії Пакслі за те, що остання не втручалася в матчі за титул минулого тижня, але не змогли перемогти титул після того, як Валькірія ненавмисно вдарила Пакслі. Після матчу, Перес напала на Валькірію і пошкодила їй руку. Через два тижні Валькірія повернулася та напала на Перес, а матч між Валькірією та Перес за Чемпіонство NXT серед жінок на NXT Stand & Deliver було офіційно анонсовано, де вона програла титул Перес шляхом підкорення, закінчивши свій рейн у 165 днів. Наступного випуску NXT, Пакслі обернулася проти Валькірії, сказавши, що титул більше не належить Валькірії. Наступного тижня на NXT, Пакслі розповіла, що її одержимість Валькірією була лише тому, що вона мала Чемпіонство NXT серед жінок. Пізніше того вечора, Валькірія напала на Пакслі після її матчу, і генеральний менеджер NXT Ейва оголосила про матч потрійної загрози Чемпіонство NXT серед жінок за участю Перес, Валькірії та Пакслі на Spring Breakin', де Валькірія не змогла виграти титул у своєму фінальному матчі за NXT.

#### Інтерконтинентальна чемпіонка серед жінок (2024–теперішній час)
Другого вечора драфту WWE 2024, Валькірія була підвищена до бренду Raw. На випуску Raw від 6 травня, Валькірія дебютувала на екрані, врятувавши чемпіонку світу серед жінок Беккі Лінч від побиття від Дакоти Каї, Ійо Скай і Кайрі Сейн з Damage CTRL, і водночас перемогла Кай у матчі першого раунду турніру Queen of the Ring у своєму дебютному матчі в основному ростері. Вона перемогла Зої Старк у чвертьфіналі та Ійо Скай у півфіналі, але програла Наї Джакс у фіналі King and Queen of the Ring, що стало її першою поразкою в основному ростері. На випуску Raw від 10 червня, Валькірія зустрілася з Ійо Скай у програшному матчі. Після матчу її атакували Damage CTRL усім складом, але була врятована Катаною Ченс і Кейден Картер, таким чином сформувавши альянс між Валькірією, Ченс і Картер. На випуску Raw від 25 червня, Валькірія кваліфікувалася у матч з драбинами Money in the Bank, здолавши Шейну Базлер і Кайрі Сейн у матчі потрійної загрози. На Money in the Bank 6 липня, Валькірія програла у матчі з драбинами Money in the Bank, після того, як Тіффані Страттон знала кейс. Валькірія повернулася на NXT на випуску від 3 вересня, врятувавши Тейтум Пкслі від побиття від Венді Чу і реслерки TNA Wrestling Розмарі, у підсумку возз'єднавшись з Пакслі. Наступного дня на випуску Speed, Валькірія брала участь у турнірі за інавгураційне Чемпіонство Speed серед жінок, де вона програла Ійо Скай у першому раунді.
Надалі, Валькірія взяла участь у турнірі за інавгураційне Інтерконтинентальне чемпіонство серед жінок, у якому вона здолала Айві Найл і Зеліну Вегу в першому раунді, Скай у півфіналі, і Дакоту Кай у фіналі 13 січня 2025 року, ставши інавгураційною чемпіонкою. На Королівській битві 1 лютого, вона вийшла у своїй першій королівській битві під №4, але була викинута Найл. протягом наступних місяців, Валькірія успішно захищала титул на Raw проти Кай у матчі-реванші, Найл, Ракель Родрігес, і Бейлі. На випуску SmackDown від 11 квітня, Валькірія і Бейлі виграли гаунтлет матч за те, щоб зустрітися у матчі за Командне чемпіонство WWE серед жінок проти Лів Морган і Родрігес другого вечора Реслманії 41 20 квітня. Перед початком першого вечора Реслманії 41 19 квітня, було анонсовано, що Бейлі була атакована за кулісами, і не зможе змагатися. Другого вечора наступного дня, Бекі Лінч, яка покинула WWE майже на рік, повернулася як командна партнерка Валькірії, і вони здолали Морган і Родрігес, вигравши Командне чемпіонство WWE серед жінок, тим самим Валькірія стала подвійною чемпіонкою. Проте, наступного ж дня на Monday Night Raw у матчі-реванші Морган та Родрігес повернули свої титули. Одразу після цього, Лінч напала на Валькірію. Це призвело до матчу на Backlash 10 травня, де Валькірія здолала Лінч, зберігши титул, але зазнавши нападу від неї ж після матчу. Матч-реванш було призначено на Money in the Bank з умовами, що якщо Валькірія збереже Інтерконтинентальне чемпіонство, то Лінч не зможе претендувати на титул, поки Валькірія буде чемпіонкою, але якщо виграє Лінч, то Валькірія має підняти її руку, і визнати, що Лінч краще за неї. На самій події 7 червня, Валькірія програла титул Лінч, закінчивши рейн у 145 днів. Після матчу, Валькірія підняла руку Лінч, але після цього атакувала її. На Evolution 13 липня, Валькірія не змогла повернути титул у матчі потрійної загрози проти Лінч та Бейлі. Наступного вечора на Raw, Валькірія здолала Бейлі у матчі два-з-трьох утримань, заробивши реванш за титул на SummerSlam.

## Інші медіа
К'юсак дебютувала у відеоіграх як Лайра Валькірія у WWE 2K24 у DLC.

## Особисте життя
Зараз К'юсак перебуває у стосунках із колегою реслером Ел Джей Клірі. Вони заручилися 14 вересня 2024 року, після 10 років у стосунках.

## Чемпіонства і досягнення
- Fight Factory Pro Wrestling
  - Чемпіонство Ірландії серед юніорів у важкій вазі (1 раз)
- Over the Top Wrestling
  - Чемпіонство ОТТ серед жінок (1 раз)
- Pro-Wrestling: EVE
  - Командне Чемпіонство Pro-Wrestling: EVE (1 раз) — з Деббі Кейтель[2]
  - Турнір за Командне Чемпіонство Pro-Wrestling: EVE (2019) — з Деббі Кейтель[2]
- Pro Wrestling Illustrated
  - Посіла 73 місце серед 150 найкращих реслерок у рейтингу PWI Women's 150 у 2021 році
- Pro Wrestling Ulster
  - Чемпіонаті PWU серед жінок (1 раз)
- WWE
  - Інтерконтинентальне чемпіонство WWE серед жінок (1 раз, інавгураційна)
  - Командне чемпіонство WWE серед жінок (1 раз) — з Беккі Лінч
  - Чемпіонство NXT серед жінок (1 раз)
  - Турнір за Інтерконтинентальне чемпіонство серед жінок (2025)